# جوش نيوتن
جوش نيوتن (بالإنجليزية: Josh Newton)‏ هو موسيقي أمريكي، ولد في 8 يونيو 1973.

## وصلات خارجية
- جوش نيوتن على موقع ميوزك برينز (الإنجليزية)
- جوش نيوتن على موقع ديسكوغز (الإنجليزية)